# Sebastian Vaniyapurackal
Sebastian Vaniyapurackal (* 29. März 1967 in Mulamkunnu, Kerala, Indien) ist ein indischer Geistlicher und Kurienbischof im syro-malabarischen Großerzbistum Ernakulam-Angamaly.

## Leben
Sebastian Vaniyapurackal empfing am 30. Dezember 1992 durch den syro-malabarischen Bischof von Kanjirapally, Mathew Vattackuzhy, das Sakrament der Priesterweihe.
Am 1. September 2017 ernannte ihn Papst Franziskus zum Titularbischof von Troyna und zum Kurienbischof im Großerzbistum Ernakulam-Angamaly. Der Großerzbischof von Ernakulam-Angamaly, George Kardinal Alencherry, spendete ihm am 12. November desselben Jahres in der Kathedrale St. Dominic in Kanjirapally die Bischofsweihe; Mitkonsekratoren waren der syro-malabarische Erzbischof von Trichur, Andrews Thazhath, und der Bischof von Kanjirapally, Mathew Arackal.